# Израел Акрелијс
Израел Акрелијс (швед. Israel Acrelius; Остеракер 4. децембар 1714 - Фелингсбро 25. април 1800) био је шведски истакнути лутерански мисионар и свештеник.

## Младост и образовање
Рођен је у Остеракеру, Стокхолм (округ), Шведска, 1714. године од оца Јохана и мајке Саре Акрелијс. Његов брат је био познати шведски хирург Олаф Акрел. Похађао је Универзитета у Упсалију, 1743. године био је рукополежен за свештеника у шведској цркви. Он је служио као пастор у цркви у Раиалу.

## Министарство
Почевши од 1749. године, Акрелијус је преузео сличну дужност у Вилмингтон (Делавер), месту где шведска лутеранска заједница датира од времена колоније Нова Шведска. У то време, Свето Тројство остало је шведска лутеранска жупа (парохија). Црква ће тако и остати док се не стави под надлежност Протестантске Бискупске Цркве 1791. године. Акрелијус је истовремено служио  као жупник и проректор шведским заједницама у том подручју. Научио је енглески и пружио помоћ немачким лутеранима у Пенсилванији. Такође је направио значајне зоолошке, ботаничке и геолошке збирке.
Због здравствених проблема, Акрелијус се вратио у Шведску 1756. године. Краљ му је доделио велику пензију и добио је уносни пасторат цркве у жупи Фелингсбро у покрајини Вестманланд током 1758. године. Убрзо након тога 1759, објавио је Историја Нове Шведске која се бавила верском и световном историјом тог подручја. Књига је преведена на енглески 1874. године.